# Czechosłowacja na Letnich Igrzyskach Olimpijskich 1932
Czechosłowację na Letnich Igrzyskach Olimpijskich 1932 reprezentowało 25 zawodników, 23 mężczyzn i 2 kobiety.

## Zdobyte medale
| Medal  | Zawodnik        | Dyscyplina           | Konkurencja                    | Rezultat |
| ------ | --------------- | -------------------- | ------------------------------ | -------- |
| Złoto  | Jaroslav Skobla | Podnoszenie ciężarów | Waga ciężka                    | 380 kg   |
| Srebro | Václav Pšenička | Podnoszenie ciężarów | Waga ciężka                    | 377,5 kg |
| Srebro | Josef Urban     | Zapasy               | Waga ciężka w stylu klasycznym | [ 2 ]    |
| Brąz   | František Douda | Lekkoatletyka        | Pchnięcie kulą                 | 15,60 m  |